# Onisciente (série de televisão)
Onisciente é uma série de televisão de ficção científica brasileira criada por Pedro Aguilera, da mesma equipe por trás de 3% e produzida pela Boutique Filmes, de Tiago Mello para a Netflix. A série retrata um mundo vigiado por drones, que registram tudo o que as pessoas fazem no dia-a-dia. É protagonizada pela atriz Carla Salle. As filmagens de Onisciente começaram em janeiro de 2019, a série estreou em 29 de janeiro de 2020.

## Sinopse
Há algumas décadas, cada cidadão da cidade de São Paulo é monitorado por um drone pessoal 24h por dia, que avalia através da inteligência artificial Onisciente cada atitude e denuncia infrações, levando a criminalidade à quase zero. Ao chegar em casa, Nina (Carla Salle), uma programadora que trabalha no Onisciente, encontra seu pai assassinado, porém nenhum crime foi delatado e todos ao seu redor parecem quer esconder o fato para não mostrar as falhas do sistema. Com a ajuda do irmão, Daniel (Guilherme Prates), e de uma misteriosa aliada, Judite (Sandra Corveloni), ela traça um plano para conseguir acesso às imagens do drone do pai e desvendar o que houve, porém a verdade pode ser surpreendente.

## Episódios
| Temporada | Temporada | Episódios | Episódios | Originalmente lançado |
| --------- | --------- | --------- | --------- | --------------------- |
|           | 1         | 6         | 6         | 29 de janeiro de 2020 |

## Elenco

### Principal
| Ator               | Personagem       |
| ------------------ | ---------------- |
| Carla Salle        | Nina Peixoto     |
| Sandra Corveloni   | Judite Almeida   |
| Guilherme Prates   | Daniel Peixoto   |
| Jonathan Haagensen | Vinícius Moreira |

### Recorrente
| Ator             | Personagem        |
| ---------------- | ----------------- |
| Luana Tanaka     | Olívia Okamoto    |
| Marcello Airoldi | Ricardo Costa     |
| Bruno Lourenço   | Sílvio Donato     |
| Fernanda Viacava | Carolina Borges   |
| Wladimir Candini | Henrique Ambrósio |

### Participações especiais
| Ator                | Personagem                     | Episódio                                    |
| ------------------- | ------------------------------ | ------------------------------------------- |
| Marco Antônio Pâmio | Inácio Peixoto                 | "Eu Cometi um Crime"                        |
| Daniel Volpi        | Alan                           | "Eu Cometi um Crime"                        |
| Daniel Faleiros     | Juiz                           | "Eu Cometi um Crime"                        |
| Ana Carbatti        | Vilma Teixeira                 | "Uma Pessoa Boa que fez uma Coisa Horrível" |
| Luan Iaconis        | Jota Teixeira                  | "Uma Pessoa Boa que fez uma Coisa Horrível" |
| Kevin Vechiatto     | Julinho Costa                  | "Uma Pessoa Boa que fez uma Coisa Horrível" |
| Dan Nakagawa        | Gira                           | "Uma Pessoa Boa que fez uma Coisa Horrível" |
| Daniel Infantini    | Velho                          | "Uma Pessoa Boa que fez uma Coisa Horrível" |
| Manfrin             | Filé                           | "Uma Pessoa Boa que fez uma Coisa Horrível" |
| Tereza Mattoso      | Senhora do Bar                 | "Uma Pessoa Boa que fez uma Coisa Horrível" |
| Thiago Freitas      | Traficante do Bar              | "Uma Pessoa Boa que fez uma Coisa Horrível" |
| André Lage          | Bento Loureiro                 | "A Nossa Caixa de Pandora"                  |
| Giovanna Velasco    | Rachel                         | "A Nossa Caixa de Pandora"                  |
| Edmilson Cordeiro   | Jorge Moreira                  | "A Nossa Caixa de Pandora"                  |
| Rogério Pérez       | Waltinho                       | "A Nossa Caixa de Pandora"                  |
| Camilla Veles       | Lúcia                          | "A Nossa Caixa de Pandora"                  |
| Guilherme Moilaqua  | Caio                           | "A Nossa Caixa de Pandora"                  |
| Ana Elisa Mello     | Ana                            | "A Nossa Caixa de Pandora"                  |
| Carol Reinatto      | Funcionária Repartição Pública | "A Nossa Caixa de Pandora"                  |
| Tásia D'Paula       | Jacque                         | "Quem quer Mergulhar Primeiro?"             |
| Rogério Pérez       | Waltinho                       | "Quem quer Mergulhar Primeiro?"             |
| Renata Vilella      | Vereadora                      | "Quem quer Mergulhar Primeiro?"             |
| Wagner Molina       | Secretário Rodrigues           | "Quem quer Mergulhar Primeiro?"             |
| Camila Raffanti     | Orientadora Grupo de Apoio     | "Quem quer Mergulhar Primeiro?"             |
| Belize Pombal       | Débora                         | "Quem quer Mergulhar Primeiro?"             |
| Nicoli Diana        | Nina Peixoto (criança)         | "Abre Essa Porta"                           |
| Marco Antônio Pâmio | Inácio Peixoto                 | "Abre Essa Porta"                           |
| Carolina Holly      | Regina                         | "Abre Essa Porta"                           |
| Donizeti Mazonas    | Davi Ferreira                  | "Abre Essa Porta"                           |
| Belize Pombal       | Débora                         | "Abre Essa Porta"                           |
| Donizeti Mazonas    | Davi Ferreira                  | "Não Esquece que eu Estou de Olho"          |
| Edmilson Cordeiro   | Jorge Moreira                  | "Não Esquece que eu Estou de Olho"          |
| Malu Bierrenbach    | Entrevistadora Hangar          | "Não Esquece que eu Estou de Olho"          |

## Produção

### Desenvolvimento
A série foi oficialmente anunciada em 7 de março de 2019 e foi gravada em São Paulo no primeiro semestre de 2019.